# Serge Ibaka
Serge Jonas Ibaka Ngobila (Brazzaville, 18 settembre 1989) è un cestista della Repubblica del Congo naturalizzato spagnolo.
Date le sue origini congolesi e la sua mole è soprannominato Air Congo.

## Caratteristiche tecniche
È un giocatore molto bravo nelle stoppate (2 volte ha guidato la lega per stoppate effettuate) e a rimbalzo. Dalla stagione 2012-2013 ha avuto dei miglioramenti nel gioco offensivo, diventando un buon tiratore da 3 punti.
Di ruolo ala grande, può giocare anche da centro.

## Carriera

### Inizi (2007-2009)

#### L'Hospitalet (2007-2008)
A 17 anni si trasferì in Francia, giocando in categorie minori. In seguito si trasferì in Spagna, dove firmò con L'Hospitalet, con cui ebbe una media di 10,8 punti e 8,2 rimbalzi tirando con il 55%.
Nel 2008 si mise in mostra a diversi eventi, come il Reebok Eurocamp, dove venne nominato MVP, attirando le attenzioni di parecchi osservatori NBA. Uno degli osservatori dichiarò: "Atleticamente è fuori da ogni scala - non si può dire quanto possa diventare bravo".

#### Manresa (2008-2009)
Venne selezionato con la 24ª scelta al draft NBA del 2008 dai Seattle SuperSonics, diventando il primo giocatore della Repubblica del Congo in assoluto ad approdare nella lega statunitense. Tuttavia gli Oklahoma City Thunder (squadra nella quale si erano trasformati i Sonics dopo il draft) accettarono di non firmarlo. Ibaka firmò allora un contratto triennale con il Suzuki Manresa, all'epoca ancora sponsorizzato dalla Ricoh.

### NBA (2009-2023)

#### Oklahoma City Thunder (2009-2016)

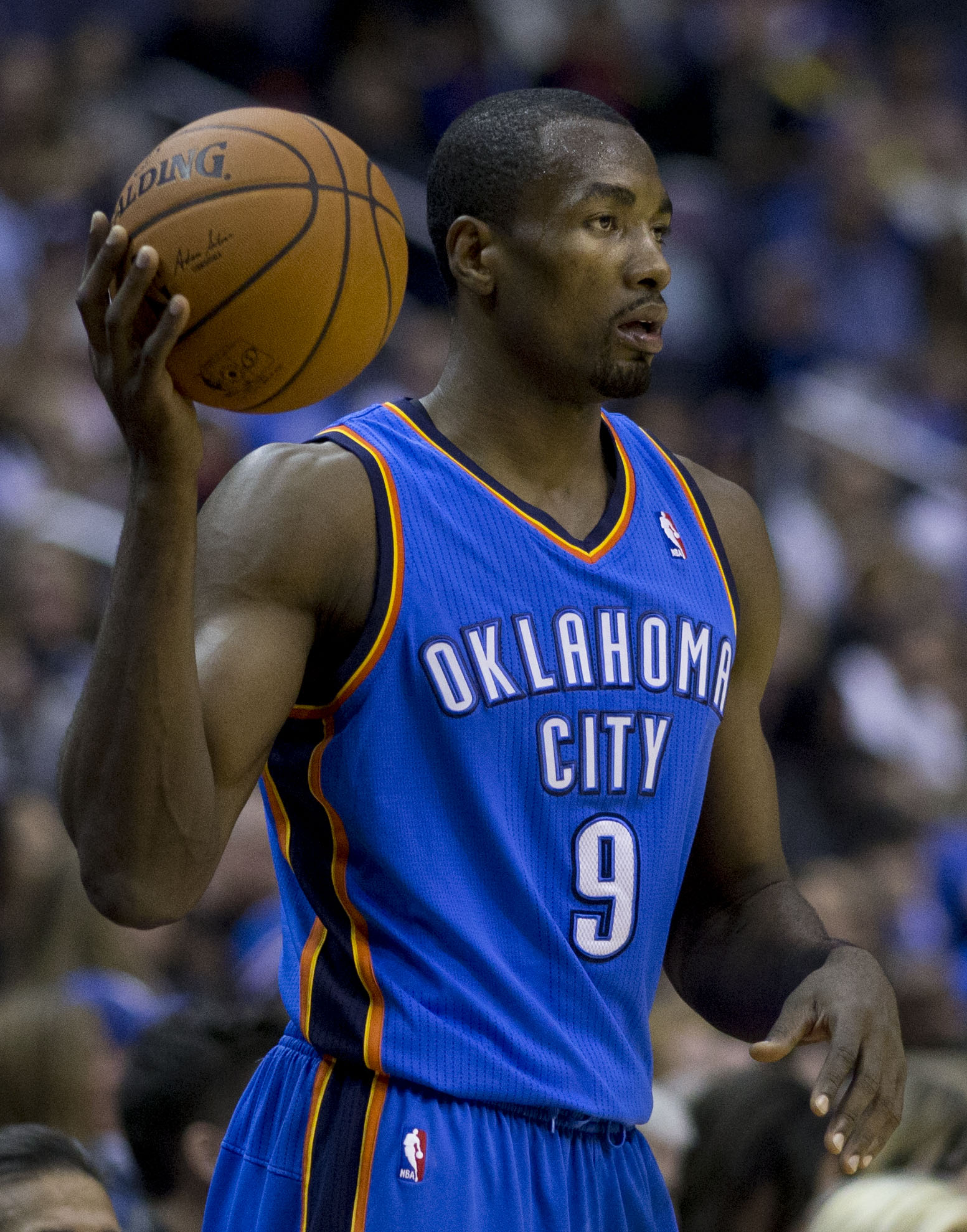
Ibaka nel febbraio 2014.

Nel luglio 2009 i Thunder decisero di pagare la clausola rescissoria con il Manresa, facendogli firmare un contratto biennale con opzione per altri due anni. Nonostante non avesse alcuna esperienza ad alti livelli, venne immediatamente inserito nella rotazione titolare dei Thunder. Il suo punto di forza fu la dominanza nel pitturato, sia in difesa che a rimbalzo. Chiuse la sua prima stagione NBA con una media di 6,3 punti, 5,4 rimbalzi e 1,3 stoppate in 18,1 minuti in 73 partite. La sua media stoppate fu la più alta tra le matricole della stagione 2009-10 e la 20ª assoluta. Disputò inoltre 6 partite al primo turno di play-off, contro i Los Angeles Lakers, con una media di 7,8 punti, 6,5 rimbalzi e 2 stoppate in 25,5 di media. Grazie alle 7 stoppate realizzate in gara-2 diventa il giocatore più giovane ad aver realizzato 7 stoppate in una gara dei play-off.
Il 19 febbraio 2011 partecipò alla gara della schiacciate indetta dall'NBA, durante la quale realizzò uno slam dunk dalla linea dei tiri liberi che gli valse 45 punti di valutazione.
Durante il lockout 2011-12 firmò, insieme al compagno di nazionale Rudy Fernández, un contratto di 2 mesi con il Real Madrid, con una clausola di rescissione in caso di fine del lockout. In 6 partite di Eurolega tenne una media di 5,5 punti, 4,7 rimbalzi e 2 stoppate in 15 minuti a partita. Il 19 febbraio 2012, contro i Denver Nuggets, segnò la sua prima tripla doppia in carriera, con 14 punti, 15 rimbalzi e 11 stoppate. A fine stagione fu il miglior stoppatore dell'NBA, con una media di 3,65 stoppate in 66 partite, la migliore da 11 anni (2000-01). Arrivò secondo per il premio di Difensore dell'anno, dietro a Tyson Chandler, ma davanti al 3 volte vincitore Dwight Howard. In gara-4 delle finali della Western Conference, segnò 26 punti contro i San Antonio Spurs, aiutando i Thunder a vincere la partita per 109-103, mettendo a segno 11 su 11 tiri dal campo. OKC arrivò in finale, ma perse in 5 gare contro i Miami Heat. 

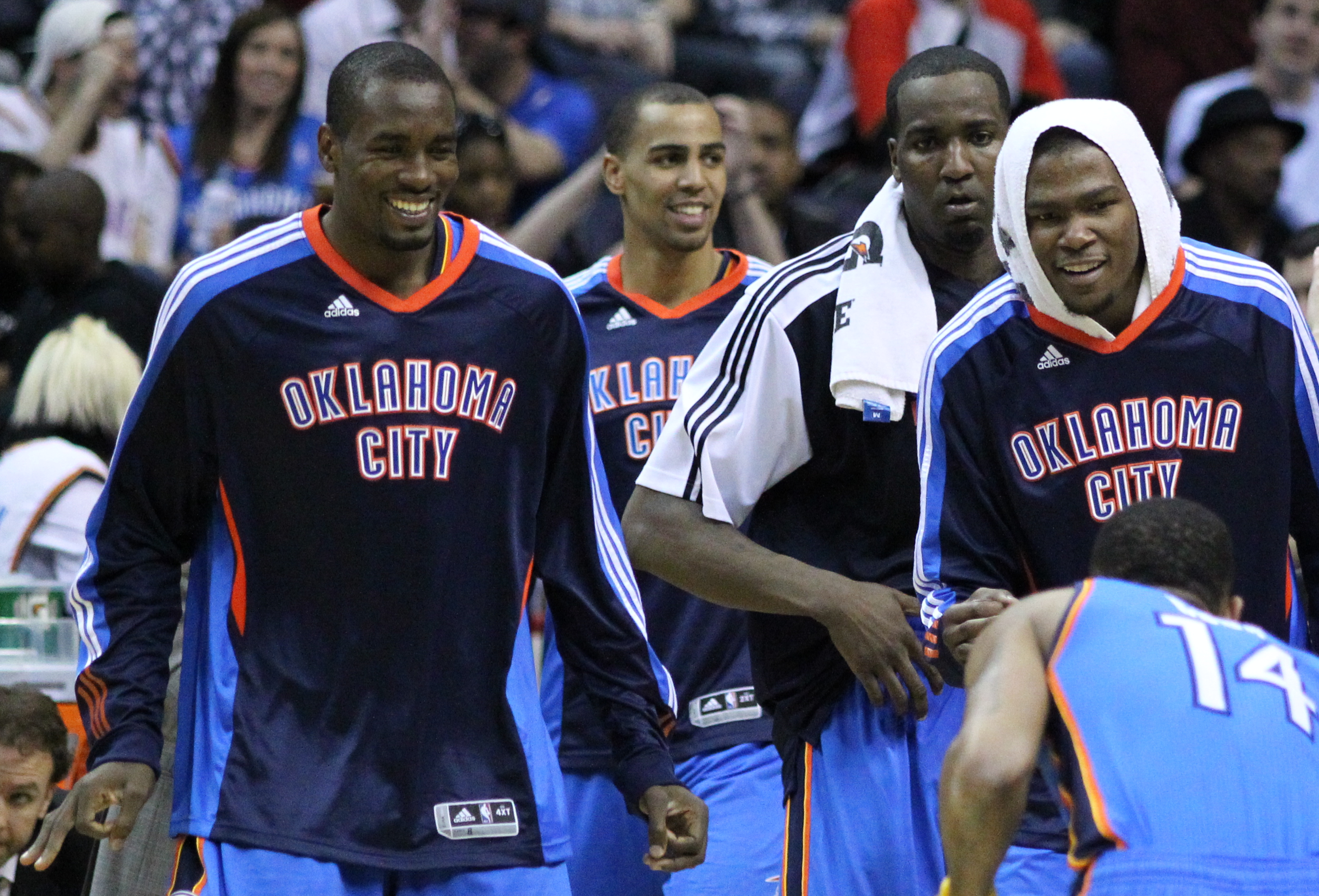
Ibaka (sinistra) con alcuni dei suoi ex-compagni di squadra agli Oklahoma City Thunder, ovvero: Kevin Durant, Thabo Sefolosha e Kendrick Perkins

Nell'agosto 2012 firma un rinnovo quadriennale a 48 milioni di dollari con i Thunder. In stagione venne spostato da ala grande a centro, al posto di Kendrick Perkins. Le sue medie furono di 12,8 punti, 8,4 rimbalzi e 3,0 stoppate (ancora una volta migliore della lega). Alla fine della stagione regolare venne inserito nel primo quintetto difensivo NBA. Si classifica inoltre terzo al premio di Difensore dell'anno, dietro a Marc Gasol e LeBron James. I Thunder chiusero la stagione regolare con il miglior bilancio della Western Conference. Il cammino dei Thunder nei play-off venne però compromesso dall'infortunio di Russell Westbrook in gara-2 contro gli Houston Rockets. Nonostante la vittoria per 4-2 nel primo turno i Thunder uscirono alle semifinali di Western Conference, battuti dai Memphis Grizzlies per 4-1. Ai playoffs Ibaka ebbe una media di 12,8 punti, 8,4 rimbalzi e 3 stoppate a partita, tirando con il 43,7% dal campo, contro il 57,3% di stagione regolare.
L'anno successivo i playoffs li giocò, e subì infortunio in gara-6 delle semifinali di conference contro i Los Angeles Clippers. Nonostante fosse stato riportato che lui avesse concluso la sua post-season, tornò in gara-3 delle finali di conference contro i San Antonio Spurs, aiutando la squadra a vincere per 106-97. Tuttavia i Thunder vennero eliminati in 6 gare dagli speroni che successivamente vinsero il titolo NBA.
La stagione successiva per Ibaka terminò a marzo a causa di un infortunio al ginocchio.

#### Orlando Magic (2016-2017)
Il 24 giugno 2016, durante l'NBA Draft 2016, viene scambiato agli Orlando Magic in cambio di Victor Oladipo, Domantas Sabonis (11ª scelta) ed Ersan İlyasova. Ironia della sorte il 14 novembre 2016 segna il proprio career-high points proprio contro gli Oklahoma City Thunder, sua ex-squadra, mettendo a segno 31 punti e aiutando i Magic a vincere col punteggio di 119-117 la partita giocata in trasferta contro la sua ex-squadra, segnando anche il canestro della vittoria a 1 secondo dalla fine della partita.

#### Toronto Raptors (2017-2020)

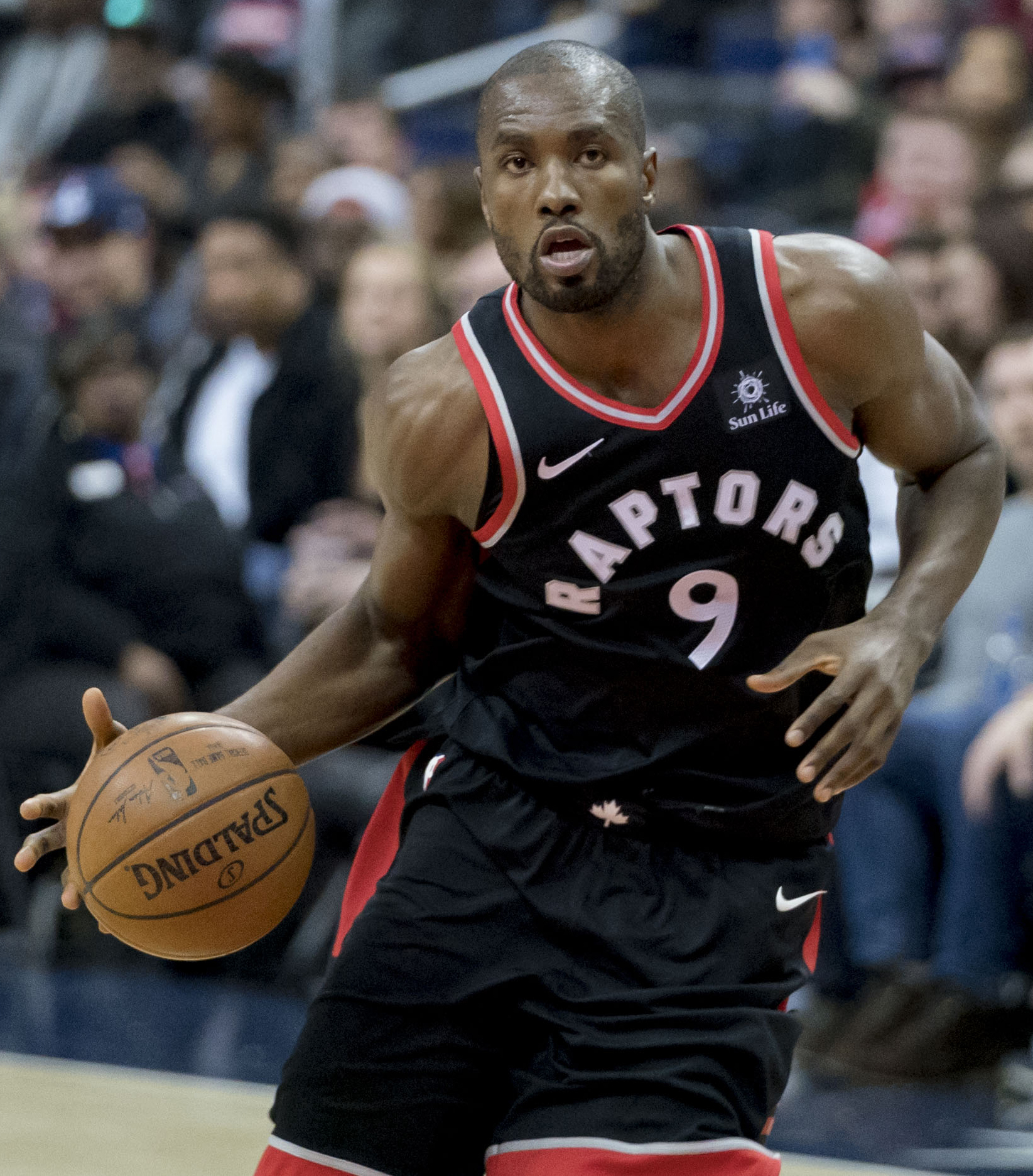
Ibaka con i Toronto Raptors nel 2019

Il 14 febbraio 2017 viene ceduto dagli Orlando Magic ai Toronto Raptors in cambio di Terrence Ross e una prima scelta al Draft 2017. Al debutto con i canadesi Ibaka parte titolare e segnò 15 punti contribuendo alla vittoria in casa per 107-97 contro i Boston Celtics il 25 febbraio 2017. Il 4 novembre 2018 migliora massimo di punti in carriera realizzandone 34 nella vittoria contro i Los Angeles Lakers (121-107). Diventa, inoltre, il primo giocatore dal 2006 a segnare 14 canestri consecutivi in una partita.
Dopo le prime 2 stagioni non molto positive, con l'arrivo di Nick Nurse in panchina al posto di Dwane Casey, il suo rendimento sale notevolmente, tanto da concludere la stagione regolare con 15 punti e 8,1 rimbalzi di media. Dopo dei playoffs altalenanti da parte sua, la squadra arriva alle finali NBA contro i Golden State Warriors; nella serie si rivela importante nei successi del team in gara-3 (123-109) dove segna solo 6 punti ma realizza ben 6 stoppate, e in gara-4 dove oltre a 2 stoppate ha segnato 20 punti decisivi per la rimonta dei canadesi (105-92 per loro il risultato finale). Nonostante 15 punti suoi, i Raptors perdono gara-5 e la serie si protrae a gara-6. In quella gara Ibaka segna altri 15 punti, e con una buona difesa contribuisce alla vittoria del loro primo titolo NBA nella storia dei Raptors.

#### Los Angeles Clippers (2020-2022)
Il 25 novembre 2020, Ibaka si riunisce all'ex compagno di squadra Kawhi Leonard in quel di Los Angeles, sponda Clippers. Conclude la sua prima stagione con la squadra losangelina con 11,1 punti e 6,7 rimbalzi di media.

#### Milwaukee Bucks (2022-2023)
Il 10 febbraio 2022, viene ceduto ai Milwaukee Bucks via trade. Il 9 febbraio 2023, viene ceduto agli Indiana Pacers insieme a Jordan Nwora e George Hill in uno scambio a quattro squadre. È stato tagliato dai Pacers due giorni dopo.

### Europa (2023-)

#### Bayern Monaco (2023-2024)
In occasione della Magenta Cup, il 17 settembre 2023, annuncia di essersi accordato con il Bayern Monaco per la stagione a venire. Fa ritorno così in europa, dopo 14 stagioni in NBA.

#### Real Madrid (2024-)
Il 26 giugno 2024, torna a vestire la maglia dei vicecampioni d'Europa del Real Madrid, già indossata per una dozzina di partite durante il lockout 2011-12.

### Nazionale

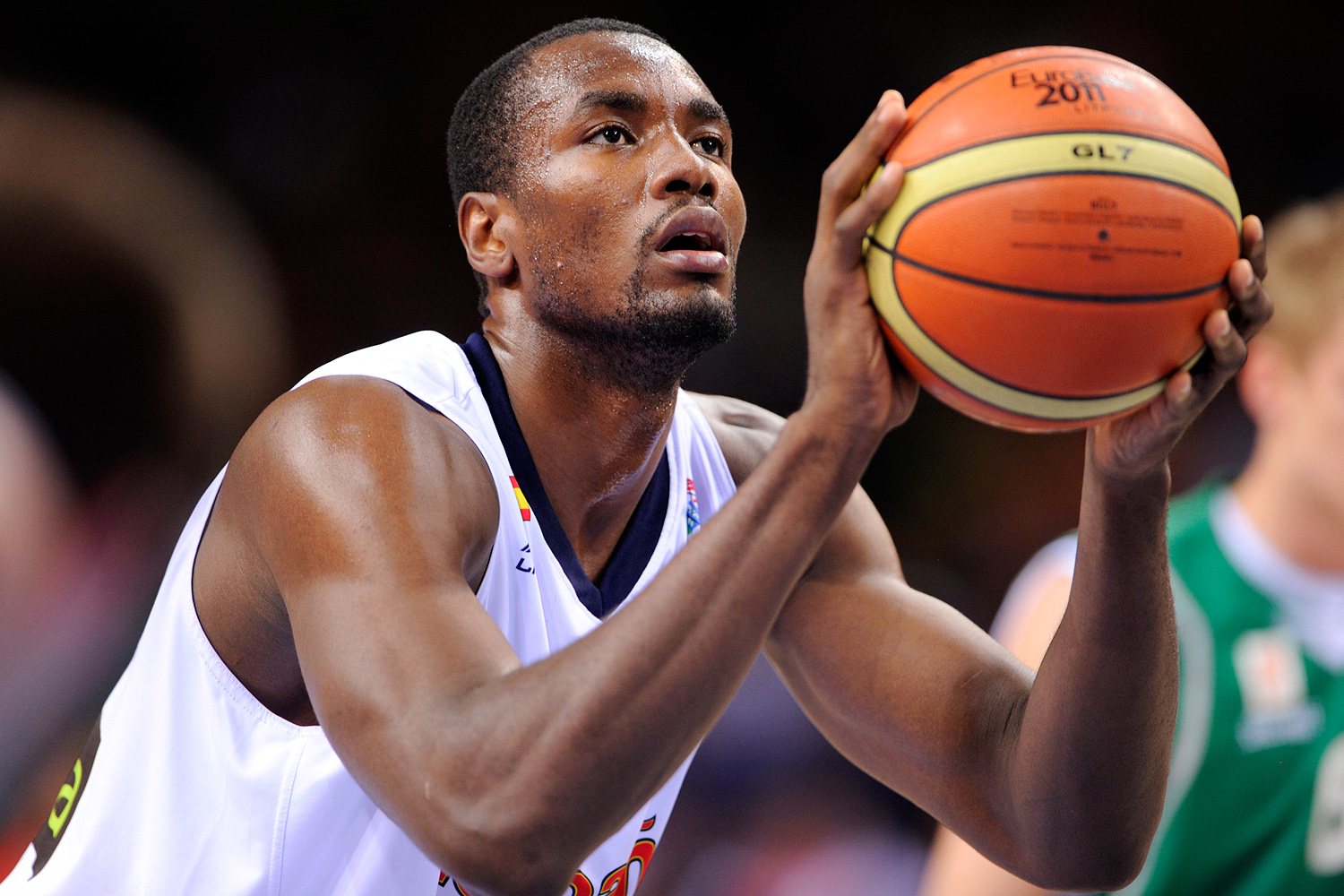
Ibaka a Eurobasket 2011

Nel settembre 2011 esordì con la nazionale spagnola agli Europei disputatisi in Lituania e vinti dalla squadra iberica. Nel corso della manifestazione giocò tutti gli incontri, con una media di 7,1 punti, 3,9 rimbalzi e 1,2 stoppate a partita.

## Curiosità

### Vita privata
È fidanzato con la supermodella Cindy Bruna.

## Statistiche
| † | Denota le stagioni in cui ha vinto il titolo |
| * | Primo nella lega                             |

### NBA

#### Regular Season
| Anno       | Squadra          | PG  | PT  | MP   | TC%  | 3P%  | TL%  | RP  | AP  | PRP | SP   | PP   |
| ---------- | ---------------- | --- | --- | ---- | ---- | ---- | ---- | --- | --- | --- | ---- | ---- |
| 2009-2010  | Oklahoma Thunder | 73  | 0   | 18,1 | 54,3 | 50,0 | 63,0 | 5,4 | 0,1 | 0,3 | 1,3  | 6,3  |
| 2010-2011  | Oklahoma Thunder | 82  | 44  | 27,0 | 54,3 | 0,0  | 75,0 | 7,6 | 0,3 | 0,4 | 2,4  | 9,9  |
| 2011-2012  | Oklahoma Thunder | 66  | 66  | 27,2 | 53,5 | 33,3 | 66,1 | 7,5 | 0,4 | 0,5 | 3,7* | 9,1  |
| 2012-2013  | Oklahoma Thunder | 80  | 80  | 31,1 | 57,3 | 35,1 | 74,9 | 7,5 | 0,5 | 0,4 | 3,0* | 13,2 |
| 2013-2014  | Oklahoma Thunder | 81  | 81  | 32,9 | 53,6 | 38,9 | 78,4 | 8,8 | 1,0 | 0,5 | 2,7  | 15,1 |
| 2014-2015  | Oklahoma Thunder | 64  | 64  | 33,1 | 47,6 | 37,6 | 83,6 | 7,8 | 0,9 | 0,5 | 2,4  | 14,3 |
| 2015-2016  | Oklahoma Thunder | 78  | 78  | 32,1 | 47,9 | 32,6 | 75,2 | 6,8 | 0,8 | 0,5 | 1,9  | 12,6 |
| 2016-2017  | Orlando Magic    | 56  | 56  | 30,5 | 48,8 | 38,8 | 84,6 | 6,8 | 1,1 | 0,6 | 1,6  | 15,1 |
| 2016-2017  | Toronto Raptors  | 23  | 23  | 31,0 | 45,9 | 39,8 | 88,2 | 6,8 | 0,7 | 0,3 | 1,4  | 14,2 |
| 2017-2018  | Toronto Raptors  | 76  | 76  | 27,5 | 48,3 | 36,0 | 79,7 | 6,3 | 0,8 | 0,4 | 1,3  | 12,6 |
| 2018-2019† | Toronto Raptors  | 74  | 51  | 27,2 | 52,9 | 29,0 | 76,3 | 8,1 | 1,3 | 0,4 | 1,4  | 15,0 |
| 2019-2020  | Toronto Raptors  | 55  | 27  | 27,0 | 51,2 | 38,5 | 71,8 | 8,2 | 1,4 | 0,5 | 0,8  | 15,4 |
| 2020-2021  | L.A. Clippers    | 41  | 39  | 23,3 | 51,0 | 33,9 | 81,1 | 6,7 | 1,8 | 0,2 | 1,1  | 11,1 |
| 2021-2022  | L.A. Clippers    | 35  | 10  | 15,4 | 49,0 | 38,7 | 69,0 | 4,3 | 1,0 | 0,2 | 0,7  | 6,6  |
| 2021-2022  | Milwaukee Bucks  | 19  | 2   | 17,9 | 51,9 | 35,1 | 80,0 | 5,3 | 0,7 | 0,2 | 0,4  | 7,0  |
| 2022-2023  | Milwaukee Bucks  | 16  | 0   | 11,6 | 48,1 | 33,3 | 61,5 | 2,8 | 0,3 | 0,1 | 0,4  | 4,1  |
| Carriera   | Carriera         | 919 | 697 | 27,3 | 51,3 | 35,9 | 75,7 | 7,1 | 0,8 | 0,4 | 1,9  | 12,0 |

#### Play-off
| Anno     | Squadra          | PG  | PT  | MP   | TC%  | 3P%  | TL%  | RP  | AP  | PRP | SP   | PP   |
| -------- | ---------------- | --- | --- | ---- | ---- | ---- | ---- | --- | --- | --- | ---- | ---- |
| 2010     | Oklahoma Thunder | 6   | 0   | 25,5 | 57,1 | -    | 70,0 | 6,5 | 0,3 | 0,3 | 2,0  | 7,8  |
| 2011     | Oklahoma Thunder | 17  | 17  | 28,8 | 46,2 | 0,0  | 82,5 | 7,3 | 0,2 | 0,2 | 3,1* | 9,8  |
| 2012     | Oklahoma Thunder | 20  | 20  | 28,4 | 52,8 | 25,0 | 72,2 | 5,8 | 0,6 | 0,6 | 3,0  | 9,8  |
| 2013     | Oklahoma Thunder | 11  | 11  | 33,3 | 43,7 | 44,4 | 79,2 | 8,4 | 0,7 | 0,0 | 3,0* | 12,8 |
| 2014     | Oklahoma Thunder | 15  | 15  | 33,7 | 62,2 | 33,3 | 76,5 | 7,3 | 0,5 | 0,7 | 2,4  | 12,2 |
| 2016     | Oklahoma Thunder | 18  | 18  | 33,4 | 52,1 | 44,9 | 75,0 | 6,3 | 0,6 | 0,8 | 1,3  | 12,0 |
| 2017     | Toronto Raptors  | 10  | 10  | 30,7 | 46,2 | 31,6 | 84,6 | 6,5 | 1,4 | 0,4 | 1,7  | 14,3 |
| 2018     | Toronto Raptors  | 10  | 9   | 26,0 | 41,7 | 37,5 | 81,8 | 5,9 | 1,1 | 0,1 | 1,3  | 8,7  |
| 2019†    | Toronto Raptors  | 24  | 0   | 20,8 | 47,7 | 23,7 | 76,2 | 6,0 | 0,9 | 0,5 | 1,0  | 9,4  |
| 2020     | Toronto Raptors  | 11  | 0   | 22,8 | 57,3 | 51,1 | 100* | 7,7 | 1,2 | 0,2 | 1,3  | 14,8 |
| 2021     | L.A. Clippers    | 2   | 0   | 9,0  | 50,0 | 0,0  | 100  | 2,0 | 1,0 | 0,5 | 1,5  | 5,0  |
| 2022     | Milwaukee Bucks  | 6   | 0   | 3,7  | 25,0 | 0,0  | 50,0 | 1,7 | 0,0 | 0,0 | 0,0  | 1,5  |
| Carriera | Carriera         | 152 | 102 | 27,1 | 49,9 | 38,2 | 78,9 | 6,3 | 0,7 | 0,4 | 1,9  | 10,6 |

#### Massimi in carriera
- Massimo di punti: 34 vs Los Angeles Lakers (4 novembre 2018)[37]
- Massimo di rimbalzi: 22 vs Dallas Mavericks (19 febbraio 2015)
- Massimo di assist: 6 (3 volte)
- Massimo di palle rubate: 3 (8 volte)
- Massimo di stoppate: 11 vs Denver Nuggets (19 febbraio 2012)
- Massimo di minuti giocati: 49 vs San Antonio Spurs (31 maggio 2014)

### Eurolega
| Anno      | Squadra       | PG | PT | MP   | TC%  | 3P%  | TL%  | RP  | AP  | PRP | SP  | PP   |
| --------- | ------------- | -- | -- | ---- | ---- | ---- | ---- | --- | --- | --- | --- | ---- |
| 2011-2012 | Real Madrid   | 6  | 0  | 15,0 | 57,1 | -    | 81,8 | 4,7 | 0,0 | 0,5 | 2,0 | 5,5  |
| 2023-2024 | Bayern Monaco | 28 | 26 | 24,7 | 59,8 | 48,0 | 66,7 | 6,8 | 1,2 | 0,5 | 1,3 | 12,6 |
| Carriera  | Carriera      | 34 | 26 | 23,0 | 59,6 | 48,0 | 69,5 | 6,4 | 1,0 | 0,5 | 1,4 | 11,4 |

## Palmarès

### Club
- Campionato NBA: 1

Toronto Raptors: 2019
- Campionato tedesco: 1

Bayern Monaco: 2023-2024
- Campionato spagnolo: 1

Real Madrid: 2024-2025
- Coppa di Germania: 1

Bayern Monaco: 2023-2024

### Individuale
- Ventisettesimo miglior stoppatore di sempre NBA

## Riconoscimenti
- Miglior stoppatore NBA: 2011-12, 2012-13
- NBA All-Defensive Team: 3

First Team: 2012, 2013, 2014